# Falmierowo (gromada)
Falmierowo – dawna gromada, czyli najmniejsza jednostka podziału terytorialnego Polskiej Rzeczypospolitej Ludowej w latach 1954–1972.
Gromady, z gromadzkimi radami narodowymi (GRN) jako organami władzy najniższego stopnia na wsi, funkcjonowały od reformy reorganizującej administrację wiejską przeprowadzonej jesienią 1954 do momentu ich zniesienia z dniem 1 stycznia 1973, tym samym wypierając organizację gminną w latach 1954–1972.
Gromadę Falmierowo z siedzibą GRN w Falmierowie utworzono – jako jedną z 8759 gromad na obszarze Polski – w powiecie wyrzyskim w woj. bydgoskim, na mocy uchwały nr 24/18 WRN w Bydgoszczy z dnia 5 października 1954. W skład jednostki weszły obszary dotychczasowych gromad Falmierowo, Gromadno i Kościerzyn Wielki ze zniesionej gminy Wyrzysk w tymże powiecie. Dla gromady ustalono 23 członków gromadzkiej rady narodowej.
31 grudnia 1959 do gromady Falmierowo włączono wsie Dobrzyniewo i Młotkówko ze znoszonej gromady Kosztowo w tymże powiecie.
1 stycznia 1969 do gromady Falmierowo włączono grunty rolne o powierzchni ogólnej 152,97 ha z miasta Wyrzysk oraz sołectwa Rzęszkowo, Kosztowo, Auguścin i Gleśno oraz PGR Bagdad ze zniesionej gromady Wyrzysk – w tymże powiecie.
Gromada przetrwała do końca 1972 roku, czyli do kolejnej reformy gminnej.